# АЭС Янцзян
АЭС Янцзян (кит. 阳江核电站) — действующая атомная электростанция на юге Китая.
Станция расположена на побережье Южно-Китайского моря в районе Яндун городского округа Янцзян провинции Гуандун.
Проект АЭС Янцзян первоначально был предложен в 1994 году, однако подготовительные работы на площадке начались только в 2003 году. На АЭС установлены шесть энергоблоков с реакторами CPR-1000 (PWR) мощностью 1000 Мвт, разработанных в Китае на базе реактора французской фирмы Areva.
Первый энергоблок сдан в коммерческую эксплуатацию 25 марта 2014 года, второй и третий энергоблоки запущены в 2015 году. Последний, шестой энергоблок введен в строй в 2019 году.
Стоимость капиталовложений в этот объект составляет $10 млрд.

## Информация об энергоблоках
| Энергоблок | Тип реакторов  | Мощность | Мощность | Начало строительства | Физпуск    | Подключение к сети | Ввод в эксплуатацию | Закрытие |
| Энергоблок | Тип реакторов  | Чистый   | Брутто   | Начало строительства | Физпуск    | Подключение к сети | Ввод в эксплуатацию | Закрытие |
| ---------- | -------------- | -------- | -------- | -------------------- | ---------- | ------------------ | ------------------- | -------- |
| Янцзян-1   | PWR, CPR-1000  | 1000 МВт | 1086 МВт | 16.12.2008           | 23.12.2013 | 31.12.2013         | 25.03.2014          | —        |
| Янцзян-2   | PWR, CPR-1000  | 1000 МВт | 1086 МВт | 04.06.2009           | 02.03.2015 | 10.03.2015         | 05.06.2015          | —        |
| Янцзян-3   | PWR, CPR-1000+ | 1000 МВт | 1086 МВт | 15.11.2010           | 11.10.2015 | 18.10.2015         | 01.01.2016          | —        |
| Янцзян-4   | PWR, CPR-1000+ | 1000 МВт | 1086 МВт | 17.11.2012           | 30.12.2016 | 08.01.2017         | 15.03.2017          | —        |
| Янцзян-5   | PWR, ACPR-1000 | 1000 МВт | 1086 МВт | 18.09.2013           | 16.05.2018 | 23.05.2018         | 12.07.2018          | —        |
| Янцзян-6   | PWR, ACPR-1000 | 1000 МВт | 1086 МВт | 23.12.2013           | 22.06.2019 | 29.06.2019         | 24.07.2019          | —        |